# Sakiko Shimizu
Sakiko Shimizu –en japonés, 清水咲子, Shimizu Sakiko– (Tochigi, 20 de abril de 1992) es una deportista japonesa que compite en natación.
Ganó una medalla de bronce en el Campeonato Pan-Pacífico de Natación de 2018, en la prueba de 400 m estilos. Participó en los Juegos Olímpicos de Río de Janeiro 2016, ocupando el octavo lugar en la prueba de 4 × 100 m estilos.

## Palmarés internacional
| Campeonato Pan-Pacífico | Campeonato Pan-Pacífico | Campeonato Pan-Pacífico | Campeonato Pan-Pacífico |
| Año                     | Lugar                   | Medalla                 | Prueba                  |
| ----------------------- | ----------------------- | ----------------------- | ----------------------- |
| 2018                    | Tokio (Japón)           | Medalla de bronce       | 400 m estilos           |